# Lorentzianthus
Lorentzianthus, monotipski rod glavočika iz podtribusa Critoniinae, dio tribusa Eupatorieae. Jedina vrsrta je L. viscidus  iz Južne Amerike

## Opis
Lorentzianthus uključuje jedan grm koji se javlja u Argentini i Boliviji. Sličan je Koanophyllonu.

## Sinonimi
- Eupatorium erythrolepis Sch.Bip.; Linnaea 34: 535 (1865)-1866, nom. nud.
- Eupatorium nemorense Sch.Bip.; Linnaea 34: 535 (1865)-1866, nom. nud.
- Eupatorium santacruzense Hieron.; Bot. Jahrb. Syst. 22: 762 (1897)
- Eupatorium viscidum Hook. & Arn.; Companion Bot. Mag. 1: 241 (1835)
- Eupatorium viscidum var. protractum Griseb.; Abh. Königl. Ges. Wiss. Göttingen 19: 168 (1874)